# Анализатор гематологический

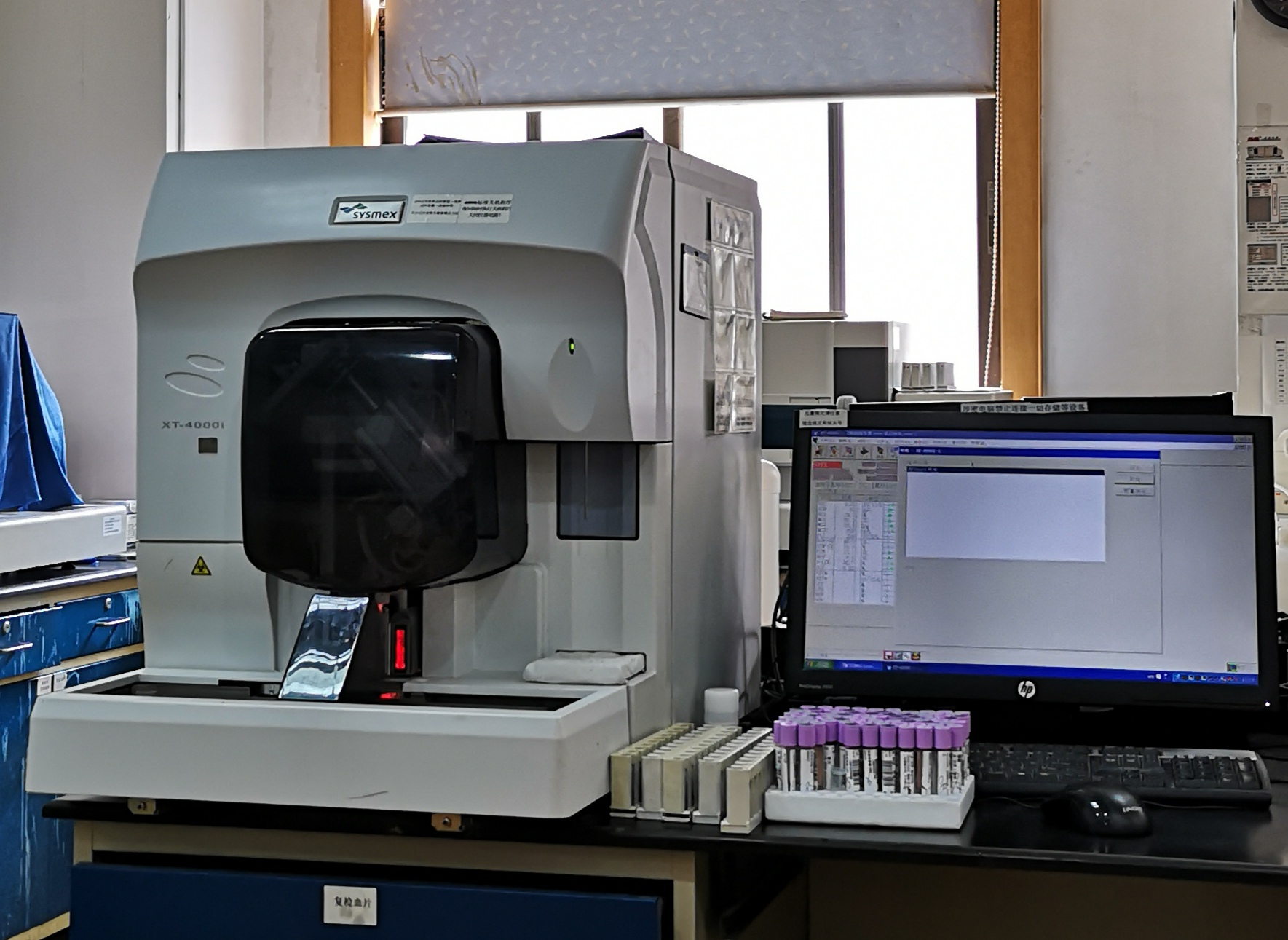
Анализатор гематологический Sysmex XT-4000i

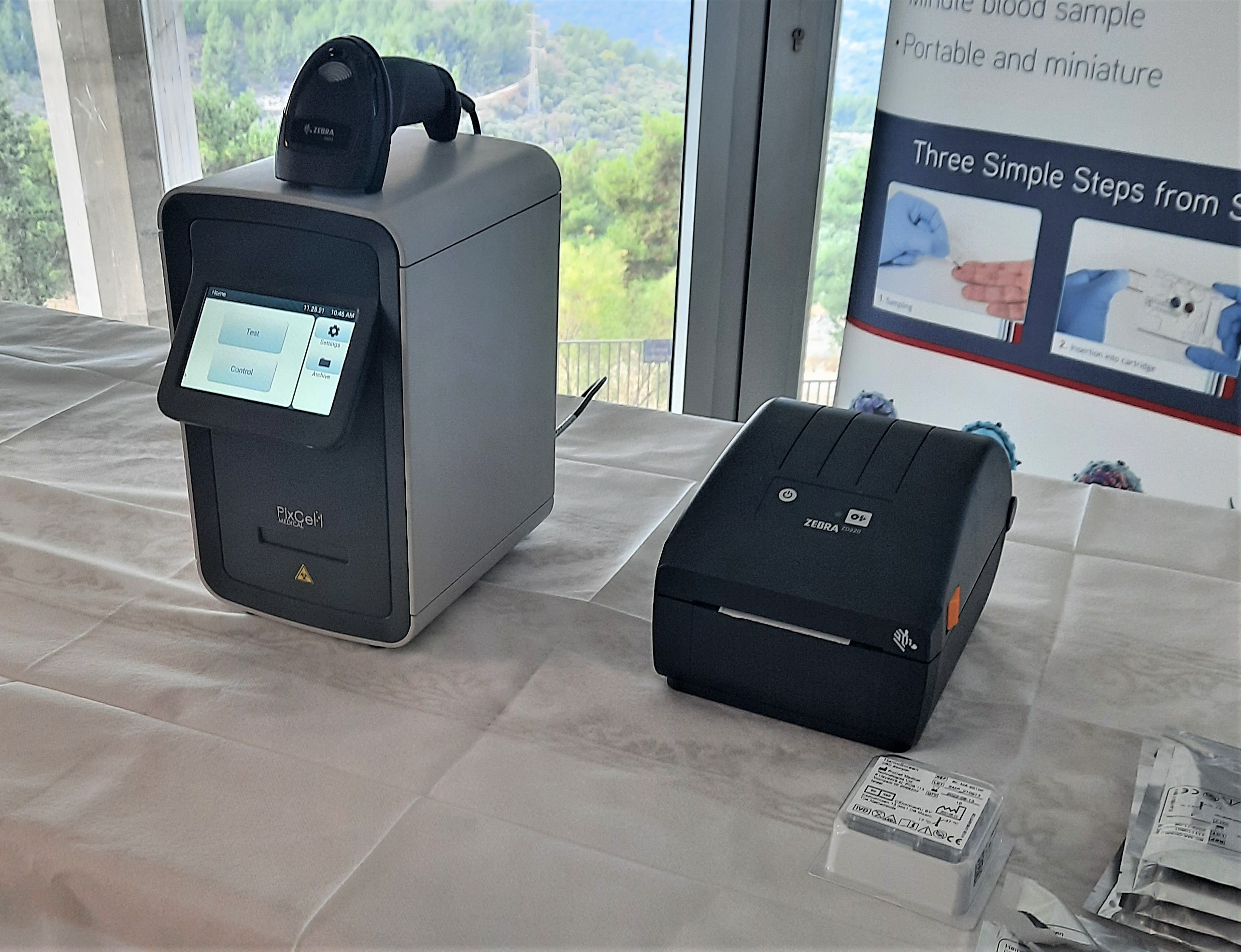
Анализатор крови HemoScreen CBC

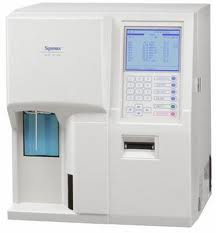
Анализатор крови Sysmex KX21N

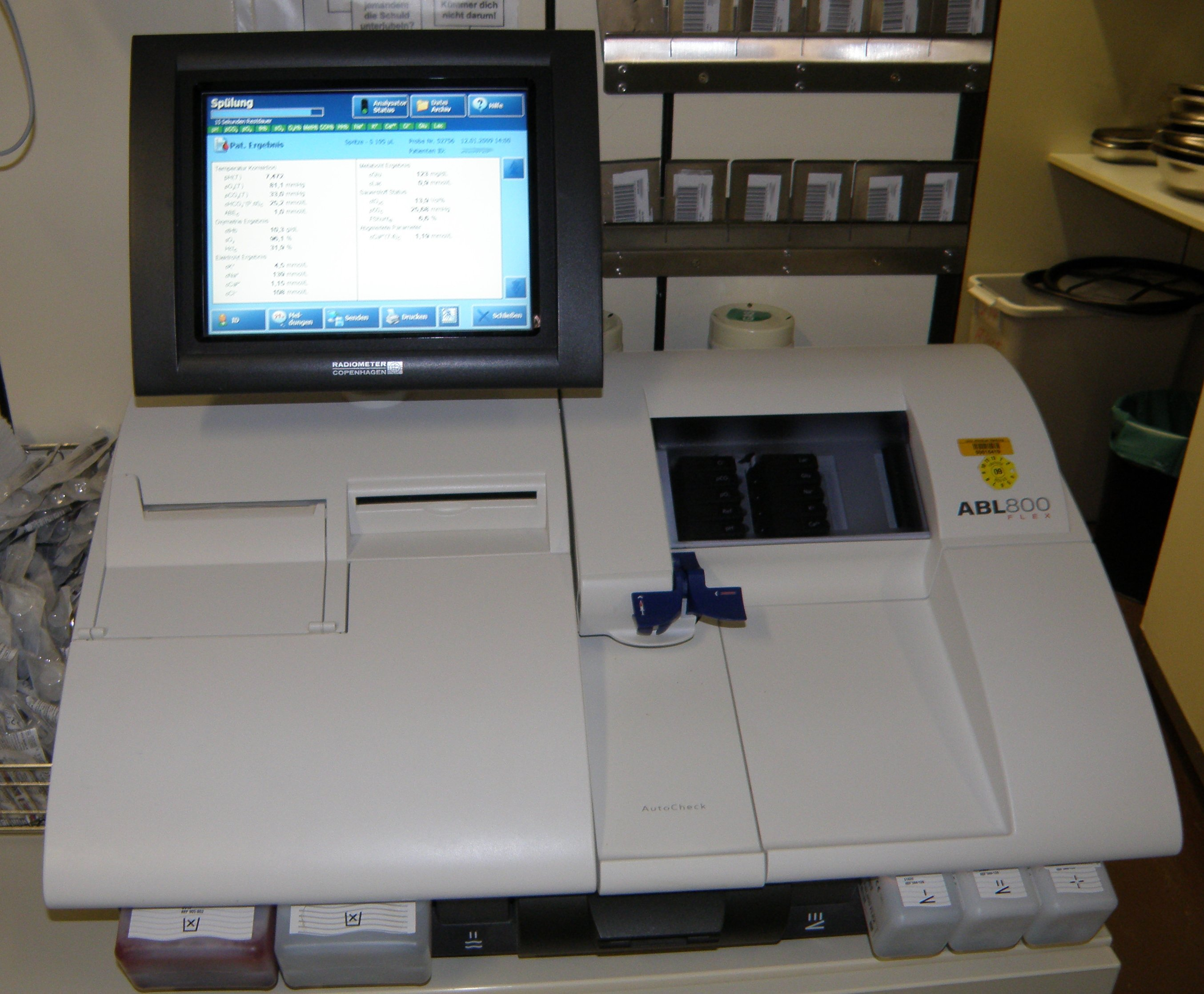
Анализатор газов артериальной крови

Анализа́тор гематологи́ческий или Анализатор крови — прибор (комплекс оборудования), предназначенный для проведения количественных исследований клеток крови в клинико-диагностических лабораториях. Может быть автоматическим или полуавтоматическим.
Полуавтоматический гематологический анализатор от автоматического отличается тем, что процесс разведения пробы крови осуществляется отдельным прибором — дилютером. После приготовления разведения цельной крови оператор должен перенести разведённую пробу в модуль измерения.
В настоящее время полуавтоматические анализаторы практически не выпускаются.
Автоматический гематологический анализатор представляет собой полностью автоматизированный прибор, в котором весь аналитический процесс выполняется автоматически.
Современные автоматические анализаторы способны обрабатывать десятки образцов (от 60 до 120) в час, с соответствующей спецификации точностью и воспроизводимостью, а также хранить результаты тестов во встроенной памяти и, при необходимости, распечатывать их на встроенном термопринтере или внешнем принтере.

## Классификация по номенклатуре определяемых показателей
Современные гематологические анализаторы классифицируются по номенклатуре определяемых показателей клеток крови.
Восьми-параметровые гематологические анализаторы определяют следующие параметры: концентрации эритроцитов (RBC), лейкоцитов (WBC), тромбоцитов (Plt), гемоглобина (Hb), а также следующие параметры эритроцитов: средний объём эритроцитов (MCV), среднее содержание гемоглобина в эритроцитах (MCH), среднюю концентрацию гемоглобина в эритроцитах (MCHC), гематокрит (Hct).
Восьми параметровые гематологические анализаторы в настоящее время практически не производятся.
Гематологические анализаторы класса 3-диф. Гематологические анализаторы класса 3-диф, в зависимости от выпускаемой модели, позволяют определять от 16 до 22 показателей клеток крови.
Анализаторы этого класса, помимо тех параметров, которые определяют восьми-параметровые анализаторы определяют три субпопуляции лейкоцитов: концентрации лимфоцитов (Lm), гранулоцитов (Gr) и, так называемых средних лейкоцитов (Mid), а также их процентное содержание Lm%, Gr% и Mid%. Отсюда и название класса 3-диф. Кроме этого гематологические анализаторы этого класса определяют коэффициент вариации объёма эритроцитов (RDW) и ряд показателей, характеризующих тромбоциты: средний объём тромбоцитов (MPV), долю объёма тромбоцитов(Tct) (аналог гематокрита), коэффициент вариации объёма тромбоцитов (PDW).
Важной диагностической информацией, которую позволяет получить гематологические анализаторы этого класса, являются функции распределения по объёму эритроцитов, лейкоцитов и тромбоцитов — гистограммы.
Гематологические анализаторы класса 5-диф. Основным отличием гематологических анализаторов 5-диф от анализаторов 3-диф является их способность определять все 5 субпопуляций лейкоцитов: лимфоциты (Lym), моноциты (Mon), нейтрофилы (Neu), базофилы (Bas) и эозинофилы (Eos), а также их процентное содержание Lym%, Mon%, Neu%, Bas% и Eos%. Импедансный метод подсчета, известный также как счетчик Коултера, применяемый в анализаторах 3-диф, не в состоянии различить нейтрофилы, базофилы и эозинофилы, по этому в анализаторах 5-диф применяется иной метод дифференцировки клеток. Он основан на принципе дифракции лазерного излучения на клетках лейкоцитов и дальнейшем анализе рассеянного излучения. «Средние» лейкоциты не отличаются по размеру настолько что бы различать их импедансным методом, но имеют различную внутреннюю структуру и по-разному взаимодействуют с красителями. А метод детектирования дифракционной картины оказывается чувствительным ко внутренней структуре клеток. Таким образом эритроциты и тромбоциты подсчитываются счетчиком Коултера, а лейкоциты отдельным лазерным блоком.

## Принципы работы гематологических анализаторов
Любой современный гематологический анализатор — это комплекс механических, гидравлических, пневматических и измерительных систем. Гидравлическая и пневматическая системы отвечают за забор реагентов из емкостей, доставку образца и реагентов внутри анализатора а также вывод отходов за пределы анализатора. Механическая система отвечает за перемещение пробозаборника или автоподатчика в зависимости от модели, а также за управление сдвижным клапаном и различного рода мешалками.

### Метод определения гемоглобина
Метод определения гемоглобина общий для всех типов анализаторов. Заключается он в анализе оптической плотности на необходимой длине волны лизированной крови. Последовательность работы анализатора для измерения гемоглобина такова:
1. Разведение образца дилюентом.
2. Добавление в разбавленный образец лизирующего реагента. В результате его действия разрушается клеточная стенка эритроцитов и гемоглобин свободно растворяется в пробе.
3. Перемешивание образца для получение однородной смеси.
4. Фотометрическое измерение оптической плотности образца в специальной кювете.

Оптическая плотность лизированной пробы будет пропорциональна содержанию гемоглобина в исследуемой крови.

## Реагенты для гематологических анализаторов
Каждый гематологический анализатор, как правило, рассчитан на свою собственную реагентную систему, однако между ними есть много общего.
Основными составляющими комплектов реагентов для гематологических анализаторов являются: изотонический разбавитель (дилюент), лизирующий раствор (гемолитик), промывающий раствор и очищающий раствор.
В зависимости от конкретной конструкции анализатора в базовый комплект может входить лишь часть указанных реагентов.

### Изотонический разбавитель
Изотонический разбавитель — это буферный раствор с фиксированными параметрами рН, электропроводности и осмолярности. Слово изотонический указывает только на одно и не самое важное свойство реагента — поддержание требуемого осмотического давления с целью обеспечения постоянства объёма клеток крови. Дело в том, что эритроциты принимают тот объём, который им диктует осмолярность раствора. При увеличении осмолярности, в течение 3:5 сек эритроциты сжимаются до некоторого равновесного объёма. Если осмолярность раствора уменьшается, объём эритроцитов, соответственно, увеличивается. Таким образом, средний объём эритроцитов (MCV) увязывается с осмолярностью изотонического разбавителя. Стабилизирующие добавки в изотоническом разбавителе должны обеспечивать сохранность форменных элементов крови в течение достаточно длительного времени в первом разведении крови. Присутствие в растворе антикоагулянта должно эффективно предотвращать образование фибриновых сгустков и агрегацию тромбоцитов. В случае гематологических анализаторов, проводящих дифференциацию лейкоцитов на три популяции, изотонический разбавитель содержит специальные добавки, модифицирующие мембраны лейкоцитов. В этом случае изотонический разбавитель должен применяться в согласованной паре с соответствующим лизирующим раствором. Следует иметь в виду, что для всех гематологических анализаторов с дифференциацией лейкоцитов на три популяции штатным режимом является работа с цельной кровью. В варианте работы с предилюцией время стояния пробы крови в первом разведении по инструкциям фирм изготовителей не должна превышать 30…60 мин., что трудно осуществимо в практике российских лабораторий, преимущественно использующих именно режим предилюции. Исходя из требований практики отечественных лабораторий, специально разработан уникальный изотонический разбавитель, в котором дифференциация лейкоцитов сохраняется вплоть до 3 ч стояния проб крови в первом разведении.

### Лизирующий раствор
Другим важнейшим реагентом является лизирующий раствор (гемолитик), который при добавлении в разведение крови приводит к лизису эритроцитов и в то же время сохраняет лейкоциты. Необходимо, чтобы гемолиз эритроцитов был качественный, поскольку в гемолизате подсчитываются лейкоциты, которых первоначально примерно в 1000 раз меньше, чем эритроцитов. Для обеспечения этих свойств лизирующий раствор, как правило, содержит сложную композицию ионных поверхностно-активных соединений.
В анализаторах с дифференциацией лейкоцитов на три популяции лейкоциты под действием лизирующего раствора изменяют свои размеры так, что выделяются фракции лимфоцитов (первый пик лейкоцитарной гистограммы, 35…90 мкм³), гранулоциты (крайний правый пик лейкоцитарной гистограммы, 120…400 мкм³). В средней части гистограммы (90…120 мкм³) в области так называемых «средних» клеток расположены моноциты, базофилы и эозинофилы. Таким образом гематологический анализатор по анализу размера клеток может определять процентную и абсолютную концентрацию лимфоцитов, гранулоцитов и «средних» клеток (суммарно моноциты, базофилы и эозинофилы). Наряду с факторами пробоподготовки свойства реагентной системы оказывают существенное влияние на качество дифференциации лейкоцитов.

### Промывающие растворы
Промывающие растворы непосредственно не участвуют в процессе измерения, однако их свойства существенно влияют на стабильность аналитических характеристик анализаторов. Характерной особенностью гематологических анализаторов, использующих принцип Культера, является наличие счётных апертур малого диаметра. А, как известно, кровь содержит в себе ряд веществ, которые имеют тенденцию осаждаться на апертуре и внутренней поверхности гидравлической системы. Это постепенно приводит к засорам и ошибочным результатам. В некоторых случаях прибор просто останавливается и требует капитальной чистки. То есть качество промывающих растворов влияет на долговременную стабильность работы прибора.
Промывающие растворы бывают, в основном, трех типов. Первый тип — растворы для мягкой промывки магистралей анализатора между пробами, и они не несут в себе особых моющих свойств. Такие растворы имеют в своем составе поверхностно — активные вещества (детергенты). К сожалению, детергентные промывающие растворы практически не отмывают белки. Поэтому для очистки от белковых осадков применяют растворы на основе гипохлорита натрия — второй тип промывающих растворов. Эти растворы являются очень сильными депротеинезаторами. Однако, раствор гипохлорита натрия — это очень едкое вещество, и долгого контакта с ним не выдерживают детали из пластика (они трескаются), металла (они подвергаются коррозии). Поэтому злоупотреблять такими растворами нельзя. Данные растворы в основном применяются в экстренных случаях, когда необходимо быстро очистить счетную апертуру, а также для сервисных работ.
Современное решение проблемы качественной промывки прибора — применение ферментативных промывающих растворов. Благодаря наличию ферментов, такие растворы эффективно удаляют адсорбированные на стенках гидравлической системы белки и другие вещества. При этом они совершенно нейтральны и не оказывают вредного действия на детали прибора. Трудность создания таких промывающих растворов заключается в известном свойстве ферментов быстро терять активность. Вследствие этого, в мире имеется сравнительно немного фирм производителей ферментативных промывающих растворов.